# 向猝死醫生學習事件
向猝死醫生學習事件，指2017年12月16日凌晨，安徽省六安市裕安区丁集镇中心卫生院外科医生方培虎（1986年5月—2017年12月16日，男）在值班岗位上猝死。2018年1月25日，裕安区卫计委发布《关于在全区医疗卫生系统开展向方培虎同志学习活动的决定》。此《决定》引起网友感叹“我要好好活着”。随后人民日报、新京报、央广网等媒体发文抨击此《决定》。